# 李克 (1955年)
李克（1955年11月—），山西阳泉人，中华人民共和国政治人物、法官。

## 生平
李克是中国共产党党员，硕士研究生。1970年12月参加工作。历任北京市海淀区人民法院院长，北京市第二中级人民法院院长，北京市高级人民法院副院长、党组副书记，最高人民法院党组成员、政治部主任、机关党委书记、国家二级大法官，最高人民法院审判委员会委员（2004年12月29日至2009年2月28日）。2007年12月，被授予中华人民共和国二级大法官。2009年3月4日，被任命为国有重点大型企业监事会主席（副部长级），分管第16办事处。